# Dąbrowa-Tworki
Dąbrowa-Tworki – wieś w Polsce położona w województwie podlaskim, w powiecie wysokomazowieckim, w gminie Szepietowo.
Zaścianek szlachecki Tworki należący do okolicy zaściankowej Dąbrowa położony był w drugiej połowie XVII wieku w ziemi drohickiej województwa podlaskiego. W latach 1975–1998 miejscowość administracyjnie należała do województwa łomżyńskiego.
Wierni kościoła rzymskokatolickiego należą do parafii św. Stanisława Biskupa i Męczennika w Dąbrowie Wielkiej.

## Historia
W roku 1673 podatek pogłówny odprowadzali dwaj gospodarze: Grzegorz Piętka i Grzegorz Dąbrowski. Taki sam spis z 1674 r. wymienia młodzianków: Kazimierza i Jana Dąbrowskich. W 1759 r. Tworki były własnością urodzonego Jana Dąbrowskiego.
Inni, wymienieni w źródłach mieszkańcy wsi:
- 1735 – wdowa po Jerzym Dąbrowskim, Anna
- 1754 – Zofia z Boguckich, żona Macieja Dąbrowskiego
- 1749 – Marianna Dąbrowska
- 1757 – Maciej Dąbrowski
- 1848 - Konstancja Dąbrowska, córka Piotra i Franciszki[9]

W XIX w. miejscowość tworzyła tzw. okolicę szlachecką Dąbrowa w powiecie mazowieckim, gmina Szepietowo, parafia Dąbrowa Wielka
.
W roku 1827 w skład okolicy wchodziły:
- Dąbrowa-Bybytki, 9 domów i 66 mieszkańców. Folwark Bybytki z przyległymi w Łazach i Nowejwsi o powierzchni 324 morgów
- Dąbrowa-Cherubiny, 17 domów i 95 mieszkańców
- Dąbrowa-Gogole, 14 domów i 71 mieszkańców
- Dąbrowa-Kity, 3 domy i 23 mieszkańców
- Dąbrowa-Łazy, 29 domów i 170 mieszkańców
- Dąbrowa-Michałki, 21 domów i 125 mieszkańców
- Dąbrowa-Moczydły, 24 domy i 149 mieszkańców
- Dąbrowa-Nowawieś
- Dąbrowa-Szatanki, 8 domów i 60 mieszkańców
- Dąbrowa-Tworki, 6 domów i 46 mieszkańców
- Dąbrowa-Wielka
- Dąbrowa-Dołęgi, 28 domów i 139 mieszkańców
- Dąbrowa-Rawki, 17 domów i 127 mieszkańców (obecnie nie istnieje)
- Dąbrowa-Zgniła, parafia Jabłonka, 31 domów i 150 mieszkańców (obecnie nie istnieje)[10]

Współcześnie istnieją również:
- Dąbrowa-Kaski
- Dąbrowa-Wilki
- Dąbrowa-Zabłotne

W roku 1921 naliczono tu 6 budynków z przeznaczeniem mieszkalnym oraz 44 mieszkańców (22 mężczyzn i 22 kobiety). Narodowość polską podało 39 osób, a 5 żydowską.

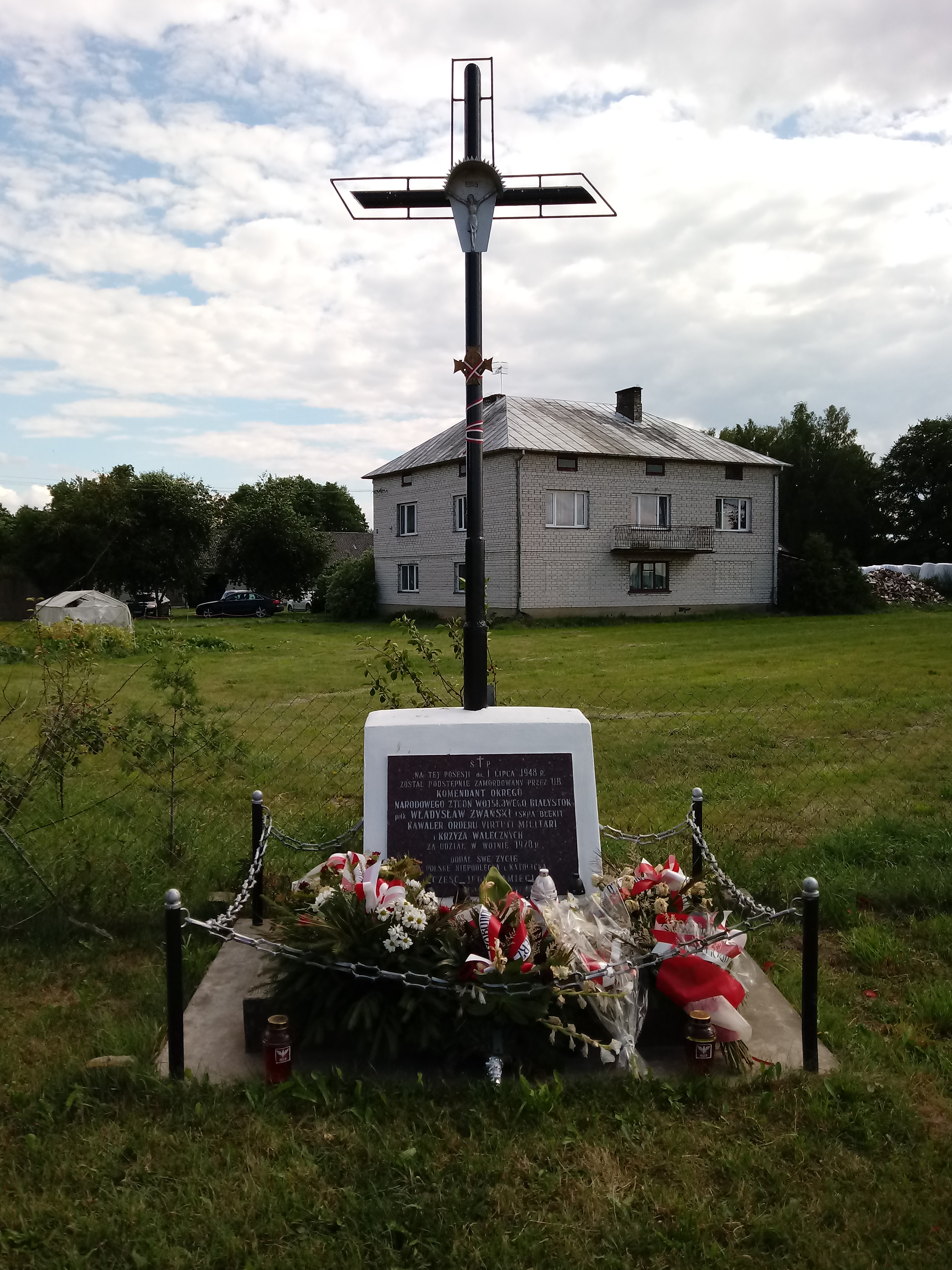
Pomnik ppłk. NSZ I NZW Władysława Żwańskiego ps. “Błękit”, “Iskra” w miejscu śmierci

## Obiekty pamięci narodowej
- pomnik z roku 1995, upamiętniający płk. Władysława Żwańskiego[9]